# Асаткін-Владимирський Олександр Миколайович
Олександр Миколайович Асаткін («Асаткін-Владимирський», «Борис») 3 (15) жовтня 1885, село Вознесенське Костромської губернії, тепер Костромської області, Російська Федерація — розстріляний 2 вересня 1937, Київ, Українська РСР, СРСР) — український та білоруський радянський партійний та державний діяч російського походження. Член ВЦВК, ВУЦВК. Кандидат у члени Центральної контрольної комісії РКП(б) у квітні 1923 — травні 1924 року. Член Центральної ревізійної комісії ВКП(б) у грудні 1925 — грудні 1927 року. Член ЦК КП(б)У в червні 1933 — липні 1937 року. Член Організаційного бюро ЦК КП(б)У з 11 червня 1933 по 27 травня 1937 року.
Жертва Сталінського терору.

## Біографія
Народився в родині церковного сторожа. Закінчив земську школу. Навчався в Костромській духовній семінарії, де з 1902 по 1904 рік брав участь в організації учнівських соціал-демократичних гуртків.
У 1904 році став членом РСДРП.
Восени 1904 року вів пропаганду серед робітників у Костромі. У листопаді 1904 року заарештований і до 1905 року перебував у в'язниці. У 1905 році засуджени до ув'язнення у фортеці, але втік і перейшов на нелегальне становище. З 1905 по 1906 рік працював організатором РСДРП у Кінешемсько-Вічузькому фабричному районі. У 1906 році заарештований, в травні 1906 року висланий на 4 роки до Наримського краю, звідки втік у червні 1906 року.
У 1906 році працював відповідальним організатором РСДРП у Воронежі. У 1906—1907 роках — відповідальний організатор Владимирської окружної організації РСДРП(б). Делегат з вирішальним голосом на V (Лондонському) з'їзді РСДРП 1907 року.
У 1907 році обраний членом Саратовського комітету РСДРП. Восени 1907 року заарештований в Царицині, засланий в Наримський край, де перебував до літа 1911 року.
У 1911 році проживав у Томську, звідки був висланий, переїхав до Москви. Закінчив три курси Московського комерційного інституту.
З березня 1917 року працював в Одеській раді робітничих депутатів, брав участь в організації І з'зду Румчероду.
З травня 1917 року — організатор і голова Спілки текстильників Кінешемсько-Івановського району. У 1917 році обраний делегатом ІІІ з'їзду профспілок Росії, членом першої тимчасової центральної ради профспілок.
У вересні 1917 року обраний головою Іваново-Вознесенської міської думи.
З листопада 1917 року — комісар праці Іваново-Вознесенської губернії. Потім — голова ЦК Спілки текстильників, член Президії ВЦРПС.
З 31 травня по 7 червня 1920 року — т.в.о. начальника 23-ї стрілецької дивізії РСЧА. У 1920 році — військовий комісар 23-ї стрілецької дивізії РСЧА, член Революційної військової ради Західного фронту.
У 1920—1922 роках — голова Центральної ради народного господарства Туркестанської АРСР.
У 1922—1924 роках — відповідальний інструктор ЦК РКП(б). У 1924 році — заступник завідувача організаційно-розподільного відділу ЦК РКП(б).
З 4 лютого по 14 травня 1924 року — член Тимчасового Білоруського бюро ЦК РКП(б). З 9 лютого по 14 травня 1924 року — член Президії Тимчасового Білоруського бюро ЦК РКП(б).
12 лютого — 14 травня 1924 року — відповідальний секретар Тимчасового Білоруського бюро ЦК РКП(б).
10 травня — 3 грудня 1924 року — член Революційної військової ради СРСР.
15 травня — 29 вересня 1924 року — відповідальний секретар ЦК КП(б) Білорусі.
У грудні 1924 — 1927 року — відповідальний секретар Владимирського губернського комітету РКП(б).
У 1927—1930 роках — у ЦК ВКП(б); голова правління всесоюзного Центрального сільськогосподарського банку.
У квітні 1930 — 1931 року — голова виконавчого комітету Далекосхідної крайової ради.
У 1931—1932 роках — торговий представник СРСР в Японії.
У 1932—1934 роках — завідувач сектора машинно-тракторних станцій Народного комісаріату землеробства СРСР. У 1933—1934 роках очолював політичні відділи у сільському господарстві Української СРР.
У 1934 — липні 1937 року — начальник Управління народно-господарського обліку при РНК Української СРР.
Одночасно, в 1934 — липні 1937 року — директор Інституту економіки та член Президії Академії наук Української СРР, академік-секретар соціально-економічного відділу АН УРСР.
Очолив керівництво Всесоюзним переписом населення 1937 року в УСРР, який виявив значне зменшення чисельності населення республіки.
5 липня 1937 року заарештований органами НКВС. Розстріляний у 2 вересня 1937 у Києві за вироком виїзної сесії Воєнної колегії Верховного суду СРСР під час Сталінського терору.
Реабілітований посмертно 1957 року за відсутністю складу злочину. 
Його ім'ям названа одна з вулиць Владимира, на честь цього встановлена меморіальна дошка.